# Кларк, Петула
Петула Кларк (англ. Petula Clark, род. 15 ноября 1932, Эпсом) — британская певица, актриса и композитор, чья карьера длится уже семь десятилетий. Мировой славы она достигла в 1960-х годах, благодаря таким хитам как «Downtown», «I Know a Place», «My Love», «Colour My World», «A Sign of the Times» и «Don’t Sleep in the Subway». За годы своей активной музыкальной деятельности в мире разошлось более 68 миллионов экземпляров её альбомов.

## Биография
Певица имеет смешанное, английско-валлийское происхождение. Необычное имя ей придумал отец, соединив имена своих бывших подруг ─ Пэт и Юллы. Как певица Петула Сэлли Олвин Кларк (англ. Petula Sally Olwen Clark) дебютировала будучи ещё ребёнком в церковном хоре, а в годы Второй мировой войны она стала выступать на радио BBC. В 1944 году она впервые появилась на большом экране, исполнив в дальнейшем ряд небольших ролей в британских фильмах категории «B». В 1950-х годах Кларк много работала на телевидении, а к середине десятилетия активно занялась музыкальной карьерой, подписав в 1955 году контракт с звукозаписывающей студией «Pye Records», с которой сотрудничала дальнейшие пару десятилетий.
После успешных выступлений в парижской «Олимпии» в 1958 году она записала несколько хитов на французском, а также прокатилась с гастролями по Франции и Бельгии. В дальнейшие годы Петула Кларк была наиболее востребована во Франции, хотя записала и пару успешных хитов в Великобритании. Мировой славы она достигла благодаря хиту «Downtown», записанному в 1964 году сразу на нескольких языках, и принёсшему певице престижную премию «Грэмми». В январе 1965 года песня заняла первые позиции в американских чартах и разошлась тиражом в три миллиона экземпляров.
К середине 1970-х годов Петула Кларк заметно сократила свои выступления, посвятив себя мужу, продюсеру Клоду Вольфу, и троим детям.
В конце 1960-х годов Кларк возродила свою актёрскую карьеру, снявшись в двух музыкальных фильмах. В «Радуге Финиана» её коллегой по экрану был прославленный Фред Астер, и роль Шенон МакЛонерган принесла ей номинацию на «Золотой глобус». Год спустя она снялась с Питером О’Тулом в музыкальной экранизации классической новеллы Джеймса Хилтона «До свиданья, мистер Чипс».
В дальнейшем она продолжила свои музыкальные выступления, в начале 1990-х годов дебютировала на Бродвее, а также гастролировала с собственной театральной постановкой, где рассказывала о своей жизни и карьере. В 1998 году королева Великобритании Елизавета II присудила ей звание командора Британской империи.